# František Benda (politik)
František Benda (7. srpna 1944 Hradec Králové – 1. ledna 2017 Prachatice) byl český chemik, politik a duchovní. V letech 1990 až 1992 byl náměstkem primátora města České Budějovice a v letech 1992 až 1996 ministrem životního prostředí ve vládě Václava Klause.

## Biografie
Vystudoval chemii na Vysoké škole chemickotechnologické v Praze (VŠCHT) v roce 1969, kde v roce 1972 obhájil disertaci kandidáta chemických věd (CSc.).
V letech 1969 až 1983 odborný asistent na katedře anorganické chemie VŠCHT v Praze. Od roku 1983 do roku 1990 vedoucí vědecký pracovník Ústavu krajinné ekologie ČSAV v Českých Budějovicích. Vědecky se zaměřil na přechodné a těžké kovy v modelových biologických systémech a fotochemie těchto systémů, cizorodé látky v ekosystémech, ekotoxikologie.
V letech 1990 až 1994 byl členem KDS a po integraci KDS – ODS člen ODS. Za svou práci ve funkci ministra získal cenu Ropák roku za rok 1994, kterou na základě rozhodnutí poroty uděluje občanské sdružení Děti Země.
František Benda 8. 12. 2011 přijal jáhenské svěcení. Až do své smrti vykonával jáhenskou službu jako trvalý jáhen pro vikariát Prachatice. Působil ve farnostech Dub, Frantoly, Husinec, Chroboly, Lažiště, Lštění, Prachatice, Předslavice, Vitějovice, Vlachovo Březí, Záblatí a v Domově důchodců v Prachaticích.
Zemřel 1. 1. 2017 v Hospici sv. Jana Nepomuka Neumanna v Prachaticích, zaopatřen svátostmi. Pohřben byl po zádušní mši 7. ledna na hřbitově ve Lštění.